# 馬丁·漢森 (丹麥足球運動員)
馬丁·漢森（丹麥語：Martin Hansen；1990年6月15日—）是一位丹麦足球運動員。在場上司職守門員。現效力德甲球會因戈尔施塔特。他也代表荷蘭國家足球隊參賽。